# Karadagi, Savanur
Karadagi là một làng thuộc tehsil Savanur, huyện Haveri, bang Karnataka, Ấn Độ.